# غافلوب
غافلوب (بالإنجليزية: GhafLoop)‏ هي منصة تواصل اجتماعي إماراتية تم إطلاقها عام 2019، وتهدف إلى خلق بيئة تواصل رقمي تربط بين التراث الإماراتي الأصيل ومتطلبات العصر الحديث. فازت المنصة بالمركز الأول على مستوى الوطن العربي في محور تقنية المعلومات والثورة الصناعية الرابعة ضمن مسابقة التحدي الكبير.

## فكرة المشروع
يأتي المشروع كفكرة مبتكرة وغير مسبوقة عربيًا في مجال شبكات التواصل الاجتماعي. تتميز المنصة بكونها أول شبكة اجتماعية تطلقها دولة عربية بإدارة محلية بالكامل. تهدف غافلوب إلى تعزيز الهوية الإماراتية وربط الأجيال الشابة بموروثهم الثقافي من خلال التقنيات الحديثة.

## التقنيات المستخدمة
- خوارزميات الذكاء الاصطناعي لتقديم محتوى مخصص يناسب اهتمامات المستخدمين.
- أنظمة تشفير متقدمة لضمان حماية بيانات المستخدمين.
- دعم لغتين (العربية والإنجليزية) لتوفير تجربة استخدام متميزة تلبي احتياجات مختلف الجنسيات.

## مزايا المنصة
- التواصل المجتمعي: تسهل غافلوب بناء علاقات اجتماعية بين المستخدمين في بيئة آمنة.
- الترويج للثقافة الإماراتية: تتضمن المنصة محتوى خاصًا يبرز التراث الإماراتي من خلال الصور، الفيديوهات، والفعاليات.
- التوافق مع متطلبات العصر: توفر ميزات مثل بث الفيديو المباشر، المنتديات التفاعلية، واستطلاعات الرأي.
- التنمية المستدامة: تدعم المنصة حملات التوعية البيئية وتشجع على الحفاظ على شجرة الغاف رمز التسامح والاستدامة.

## شعار المشروع
غافلوب مستوحاة من شجرة الغاف، التي تُعد رمزًا أصيلًا يعكس هوية دولة الإمارات العربية المتحدة وتراثها العريق. لطالما شكلت هذه الشجرة جزءًا أساسيًا من البيئة الإماراتية، حيث تمثل رمزًا للصمود والتسامح والعطاء. وقد حرص الشيخ زايد بن سلطان آل نهيان، مؤسس الدولة، على التأكيد على أهمية شجرة الغاف نظرًا لدورها البيئي والاجتماعي، وأصدر قوانين وتعليمات صارمة لمنع قطعها أو الإضرار بها في جميع أنحاء البلاد، للحفاظ عليها وحمايتها للأجيال القادمة.

## تأثير المنصة
تمكنت غافلوب من تحقيق تأثير إيجابي في المجتمع من خلال:
- تعزيز الوعي الثقافي: نشر قصص وصور تعكس التراث الإماراتي.
- تمكين المرأة: توفير منصات حوارية تدعم دور المرأة في المجتمع.
- تسهيل الفعاليات المجتمعية: تنظيم فعاليات عبر الإنترنت لتعزيز التفاعل الاجتماعي.

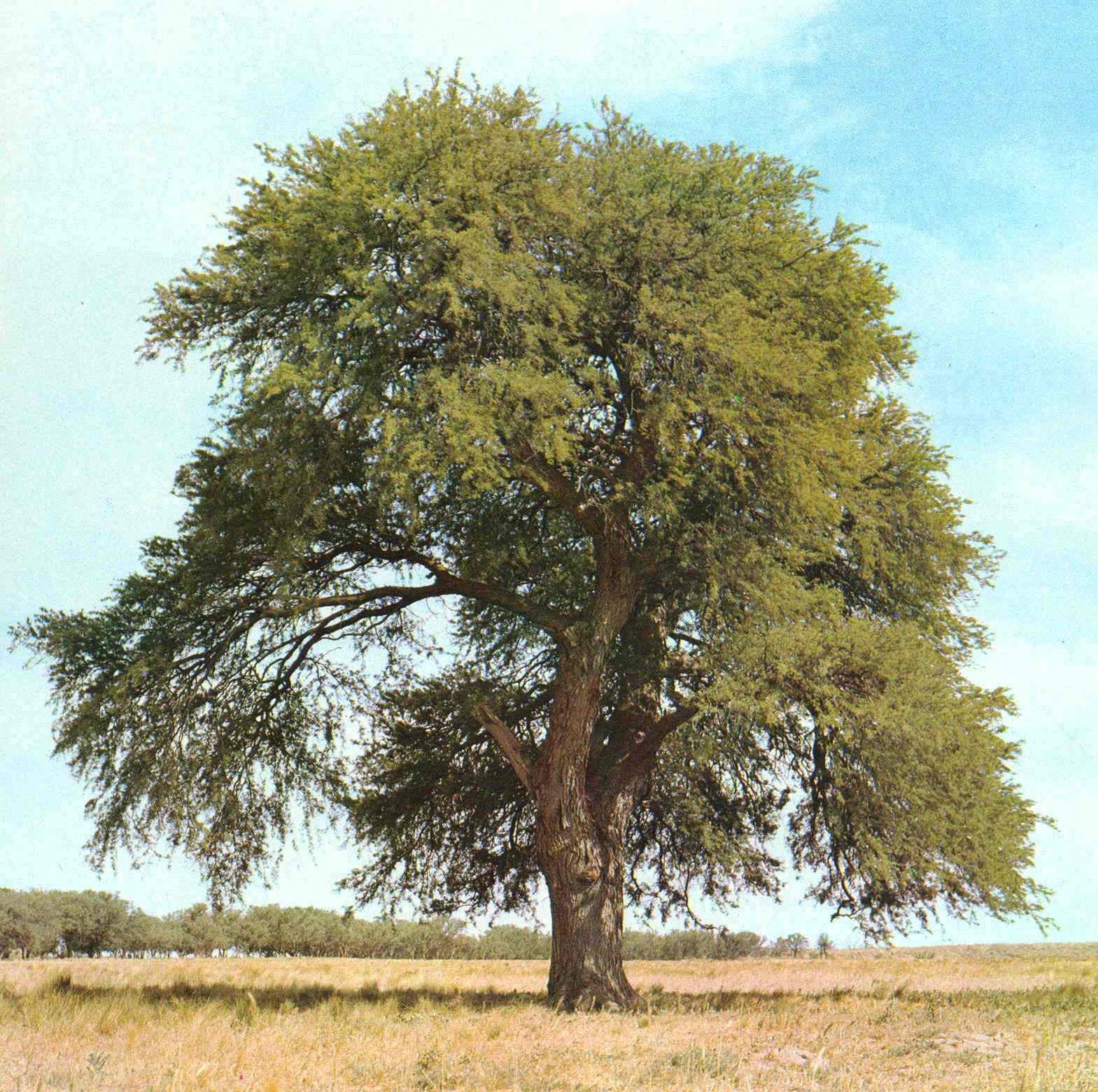
شجرة الغاف

## رؤية المستقبل
تسعى غافلوب إلى التوسع عالميًا وإضافة ميزات جديدة، مثل:
- تكامل مع تقنيات الميتافيرس لتقديم تجارب غامرة.
- دعم الذكاء الاصطناعي لتحليل الأنماط وتقديم توصيات ذكية.
- إطلاق تطبيقات خاصة للمدارس والجامعات لتعزيز دور التعليم الرقمي.

## إنجازات المنصة
1. الفوز بمسابقة التحدي الكبير: حققت المنصة المركز الأول بفضل فكرتها الإبداعية ودورها في تمكين الشباب.[2]
2. التوسع الإقليمي: جذبت المنصة آلاف المستخدمين من مختلف الدول العربية في أول عام من إطلاقها.

## روابط خارجية
منصة غافلوب